# NGC 3101
NGC 3101 (другие обозначения — MCG 0-26-11, ZWG 8.24, PGC 29025) — спиральная галактика (Sa) в созвездии Секстанта. Открыта Альбертом Мартом в 1865 году.
Вместе с NGC 3086, NGC 3090, NGC 3092, NGC 3093, NGC 3083 галактика входит в скопление MKW1. В скоплении зафиксирован взрыв сверхновой 2019bkc/ATLAS19dq необычного типа, вспыхнувшая и погасшая в течение всего нескольких дней. Моделирование этого процесса позволяет предположить, что произошло слияние нейтронной звезды и белого карлика.
Этот объект входит в число перечисленных в оригинальной редакции «Нового общего каталога».